# John Bernard Taylor
John Bernard Taylor (* 6. Mai 1929; † 1. Juni 2016 in Berkhamsted, England) war ein britischer anglikanischer Bischof und Theologe.

## Leben und Karriere
Taylor studierte am Christ’s College an der University of Cambridge.
Im Jahr 1975 wurde er zum Archidiakon von West Ham berufen. Vom 14. Juni 1980 bis zu seiner Emeritierung 1995 war er Bischof von St. Albans. Von 1988 bis 1997 war er nebenamtlich Lord High Almoner.
In seiner Funktion als Bischof von St. Albans war Taylor von 1985 bis 1995 als geistlicher Lord Mitglied des House of Lords.
Seit den 1960er Jahren schrieb Taylor mehrere fachwissenschaftliche und populärwissenschaftliche Bücher zu den verschiedensten Themen.

## Werke
- 1966: A Christian’s guide to the Old Testament
- 1969: Ezekiel: An introduction and commentary (Neuausgabe 2009)
- 1970: The Minor Prophets
- 1971: Thinking about Islam
- 1979: The world of Islam
- 1985: Preaching through the Prophets